# لانس كوكس
لانس كوكس (بالإنجليزية: Lance Cox)‏ هو لاعب كرة قدم أسترالية أسترالي، ولد في 11 أكتوبر 1933، وتوفي في 31 يناير 2016.

## وصلات خارجية
- لانس كوكس على موقع AustralianFootball.com (الإنجليزية)
- لانس كوكس على موقع AFLtables.com (الإنجليزية)